# Серпецький повіт
Серпецький повіт (пол. powiat sierpecki) — один з 37 земських повітів Мазовецького воєводства Польщі.
Утворений 1 січня 1999 року в результаті адміністративної реформи.

## Загальні дані
Повіт знаходиться у західній частині воєводства.
Адміністративний центр — місто Серпць.
Станом на 1.01.2008 населення становить 53 498 осіб, площа 852,04 км².

## Демографія
Демографічні дані повіту станом на 30.06.2005:
|       | Всього | Всього | Жінки  | Жінки | Чоловіки | Чоловіки |
| ----- | ------ | ------ | ------ | ----- | -------- | -------- |
|       | осіб   | %      | осіб   | %     | осіб     | %        |
| Повіт | 54 059 | 100    | 27 712 | 51,3  | 26 347   | 48,7     |
| Міста | 18 772 | 100    | 9857   | 52,5  | 8915     | 47,5     |
| Села  | 35 287 | 100    | 17 855 | 50,6  | 17 432   | 49,4     |